# برزیل‌انگشت
برزیل‌انگشت (نام علمی: Brasileodactylus) نام یک سرده از تیره پرنده‌دستان است.